# Barcy Zoltán
Dr. vitéz Barcy Zoltán (1928-ig: Barczen Zoltán, Budapest, 1915. augusztus 19. – 1997. július 17.) magyar egyenruhatörténész, jogász, katonatiszt. A magyar katonai egyenruhák történetének első módszeres kutatója, számos szakkönyv szerzője volt.

## Élete
1915. augusztus 19-én született Budapesten, édesapja Barczen Gábor (1887–1946), későbbi országgyűlési képviselő volt. Édesanyja Kovald Erzsébet jómódú családból származott, a Kovald cég vegytisztító, gőzmosó és kelmefestő üzemet működtetett a fővárosban. 1928-ban édesapja I . világháborús érdemei alapján, várományosként lett a Vitézi Rend tagja, ekkor került sor a családnevük magyarosítására is. Tanulmányait Budapesten végezte, a gimnáziumot három különböző intézményben, végül a IX. kerületi Fáy András Gimnáziumban érettségizett 1933-ban.
Katonai pályára készült, azonban rövidlátása miatt a Ludovika Akadémiára nem vették fel. Végül a m. kir. Pázmány Péter Tudományegyetem jog-, és államtudományi karára íratkozott be, itt szerzett államtudományi doktorátust 1938-ban. Egyetemi évei alatt tagja volt a Foederatio Emericana-nak.
Tanulmányai mellett, 1935-től Budapest székesfőváros adóhivatalánál dolgozott különféle beosztásokban. 1939. október 1-el katonai szolgálatra hívták be a m. kir. 102. légvédelmi tüzérosztályhoz, 1941. november 1-el tartalékos légvédelmi tüzér zászlóssá nevezték ki, ekkor leszerelt.
1941. november 9-én Budapesten feleségül vette Györgyi Ildikót, a házasságból két gyermek született. 1942 márciusától ismét behívták, a fővárost védő légvédelmi tűzrendszer különféle elemeinél teljesített szolgálatot.
1944 karácsonyán eltávozási engedélyt kapott, hogy a Sopron vármegyébe kitelepült családját meglátogathassa, ennek következtében az időközben bezáródó szovjet ostromgyűrűn kívül rekedt. Szolgálattételre jelentkezett a XIII. erődítési csoportparancsnokságon, ezzel az alakulattal hagyta el Magyarország területét, majd 1945. május 9.-én Bajorországban amerikai fogságba került. Innen 1946 októberében tért haza.
A civil életbe való visszatérése után édesanyja családjának cégénél, a Kovald Péter és Fia Rt.-nél dolgozott, azonban a vállalkozás államosításakor, 1948-ban elbocsátották. Ez után egy ideig a Magyar Cukoripar Rt.-nél volt normaszámláló a Heves megyei Selypen.
1949 február végén felvették a Honvéd Múzeum és Levéltárhoz, azonban 1950 május végén innen is elbocsátották, politikai okok miatt. A későbbiekben tervezőként dolgozott a Közműterv, majd a Mélyépterv vállalatoknál. 1975-ben a Műszer és Fémipari Szövetkezettől (MÜFÉM) ment nyugdíjba.
1959-ben elvált, majd házasságot kötött Dr. Szilágyi Juliannával. 1997. július 17-én hunyt el Budapesten.

## Tudományos munkássága
Már ifjúkorától kezdve érdeklődött a hadtörténelem s a katonai egyenruhák iránt. Első ilyen témájú publikációi 1939-ben jelentek meg német nyelven. A háború alatt nem volt lehetősége írni. A Honvéd Múzeum és Levéltárban eltöltött ideje alatt írta meg A szabadságharc katonái: az 1848-49. évi magyar hadsereg egyenruhái című művét. Azonban mire a kötetet kiadták, 1950 decemberében, Barcy már nem dolgozott az intézményben, így szerzőként “A múzeumi osztály” szerepel a könyvben. Barcy szerzősége azonban egyértelműen bizonyítható, ugyanis a kötetnek létezik egy - ismeretlen célból és igen kis példányszámban megjelent - kiadása, amelyen szerzőként Barcy Zoltán van feltűntetve.
Ezek után majdnem három évtizeden keresztül nem publikált semmit, de a kutatást nem hagyta abba. A magyar egyenruhák történetének vizsgálata mellett a légvédelem tárgyköre is foglalkoztatta, hiszen ezen a területen komoly személyes tapasztalatokat szerzett katonai szolgálata során. Nyugdíjba vonulása után, 1977-ben e témában írt egy tanulmányt a Hadtörténelmi Közleményekbe.
Számos írása jelent meg német nyelven a Zeitschrift für Heereskunde című szakfolyóiratban. Az 1980-as évek második felétől idehaza számos, egyenruhákkal foglalkozó kötete jelent meg, ezek közül több máig alapműnek számít a témában. Az 1848-49-es szabadságharc, a kiegyezés utáni magyar honvédség uniformisait bemutató munkák után jelent meg az Évszázadok egyenruhái, amely majdnem háromszáz esztendő magyar egyenruha-történetének foglalata, 1700-tól egészen 1990-ig. Ez lett utolsó, életében kiadott műve, de több anyaga marad meg kézirat formájában. A Mária Terézia koráról szóló műve befejezetlen maradt, míg a magyar légvédelmi tüzérségről írott, hatalmas terjedelmű munkája kivonatos formában jelent meg, már az ezredforduló után.

## Művei

### Magyar nyelven
- A szabadságharc katonái: az 1848-49. évi magyar hadsereg egyenruhái. Bp, Honvéd Levéltár és Múzeum, 1950.
- A magyar légvédelmi tüzérség 1943-ban, a radar bevezetése idején. In: Hadtörténelmi Közlemények. 1977/2. 222-241. o.
- A szabadságharc kilenc nagy csatája: Than Mór csataképei. Bp, Magyar Helikon, 1978. A képmagyarázatokat írta Barcy Zoltán.
- A magyar légvédelmi tüzérség fejlesztése és rejtése, 1922-1938. Hadtörténelmi Közlemények 1985/4. 877-891. o.
- Hangászok - hangszerek - hangjegyek: Trombita- és dobjelek az osztrák-magyar hadseregben és haditengerészetnél, 1629-1918. Műhelytanulmányok a Magyar zenetörténethez. Bp, MTA Zenetudományi Intézet, 1985. Karch Pállal közösen.
- A szabadságharc hadserege: 1848/49 katonai szervezete, egyenruhái és fegyverzete. Bp, Corvina, 1986.
- Magyar huszárok. Bp, Móra, 1987.
- Királyért és hazáért: a m. kir. honvédség szervezete, egyenruhái és fegyverzete, 1868-1918. Bp, Corvina, 1990.
- Évszázadok egyenruhái. Bp, Stúdió-Pé, 1991. Ságvári Györggyel közösen.
- A Boforstól a Doráig. A magyar légvédelmi tüzérség, 1914-1945: légi győzelmek 1914-1945., Bp, Petit Real, 2008. Sárhidai Gyulával közösen.
- A Magyar Királyi Honvédség légvédelme, 1920-1945. Bp, Zrínyi, 2010. Sárhidai Gyulával közösen.

### Német nyelven
- Gesellschaftskleider der k. ungarischen Offiziere. In: Zeitschrift für Heereskunde. München,1939. Heft Nr. 108. 57. o.
- Die Uniform der ungarischen Fliegeroffiziere. In: Zeitschrift für Heereskunde. München,1939. Heft Nr. 108. 58. o.
- Uniformen der ungarischen Armee in dem Freiheitskampf 1848-1849. In: Zeitschrift für Heereskunde. München, 1977. Heft Nr. 269. 17-21. o.
- Die Uniformen der ungarischen Palasttruppen zwischen den zwei Weltkriegen. In: Zeitschrift für Heereskunde. München,1980. Heft Nr. 289. 69-74. o. és Heft Nr. 290. 105-110. o. Galván Károllyal közösen.
- Regimentsrufe der Königlich-Ungarischen Honved-Armee aus dem Jahre 1933. In: Arbeitskreis Militärmusik in der Deutschen Gesellschaft für Heereskunde.
- Das k.u.k. ungarische Infanterie-Regiment Nr. 2, Alexander I., Kaiser von Russland. In: Arbeitskreis Militärmusik in der Deutschen Gesellschaft für Heereskunde. Mitteilungsblatt Nr. 11. 1981. június. 19-23. o. Karch Pállal közösen.
- Das k.u.k. ungarische Infanterie-Regiment Nr. 34, Wilhelm I., Deutscher Kaiser und König von Preußen. In: Arbeitskreis Militärmusik in der Deutschen Gesellschaft für Heereskunde. Mitteilungsblatt Nr. 12. 1981. szeptember. 13-17. o. Karch Pállal közösen.
- Das Husaren-Regiment Wilhelm II., König von Württemberg Nr. 6. In: Arbeitskreis Militärmusik in der Deutschen Gesellschaft für Heereskunde. Mitteilungsblatt Nr. 13. 1981. december. 17-21. o. Karch Pállal közösen.
- Das k.u.k. 12. Husaren-Regiment, (bis 1909 Eduard VII., König von Großbritannien und Irland, dann vacant). In: Arbeitskreis Militärmusik in der Deutschen Gesellschaft für Heereskunde. Mitteilungsblatt Nr. 15. 1982. június. 19-21. o. Karch Pállal közösen.
- Das k.u.k. ungarische Infanterie-Regiment Nr. 19, „Kaiser Karl von Österreich, König von Ungarn“. In: Arbeitskreis Militärmusik in der Deutschen Gesellschaft für Heereskunde. Mitteilungsblatt Nr. 16. 1982. október. 8-18. o. Karch Pállal közösen.
- Die k.u.k. Husaren-Regimenter Nr. 13 und Nr. 14. In: Arbeitskreis Militärmusik in der Deutschen Gesellschaft für Heereskunde. Mitteilungsblatt Nr. 17. 1982. december. 7-11. o. Karch Pállal közösen.
- Berichtigung zu den Regimentsrufen der k.u.k. ungarischen Truppen. In: Arbeitskreis Militärmusik in der Deutschen Gesellschaft für Heereskunde. Mitteilungsblatt Nr. 19. 1983. június. 16. o. Karch Pállal közösen.

### Angol nyelven
- The Army of the 1848 - 1849 Hungarian War of Independence. In: Király, Béla K. (szerk.): War And Society in East Central Europe. IV. East Central European Society and War in the Era of Revolutions, 1775 - 1856 - Brooklyn College Studies on Society in Change 13. East European monographs 150. Atlantic studies (New York, 1984). 439-490.o. Fordította: William M. Batkay.